# FC Vysočina Jihlava
FC Vysočina Jihlava (celým názvem: Football Club Vysočina Jihlava) je český profesionální fotbalový klub, který sídlí v krajském městě Jihlava. Tým hraje druhou nejvyšší českou soutěž Chance národní ligu. Své domácí zápasy sehrává na stadionu v Jiráskově ulici, který má kapacitu 4 500 diváků. Klubové barvy jsou modrá a žlutá.
Založen byl v roce 1948 pod názvem PAL Jihlava. V roce 1995 došlo k velké fúzi s SK Jihlavou, jedním z tradičních jihlavských fotbalových klubů. Svůj současný název nese od roku 2000. V české nejvyšší fotbalové soutěži působila Jihlava v sezónách 2005/06 a 2012/13–2017/18.
V anketě Sportovec Kraje Vysočina za rok 2020 získal klub v kategorii kolektiv 1. místo.

## Historie
Klub byl založen v roce 1948 jako sportovní kroužek závodního oddílu PAL Jihlava. Oddíl neměl vlastní pozemky, a tak musel první roky hrát na pronajatých hřištích. Roku 1950 tým slavil postup do přeboru Jihlavského kraje. V roce 1951 byl klub přejmenován na TSO Spartak Motorpal Jihlava. V roce 1956 došlo ke spojení s dvojicí dalších Dobrovolných sportovních organizací strojírenských závodů do TJ Spartak Jihlava.
Až do sezony 1988/89 hrál tým krajský přebor, v roce 1989 postoupil do divize (sk. D) (1989/90, 1990/91). V té vydržel dva roky a roku 1991 následoval postup do MSFL. V prvních sezonách hrál tým o záchranu, ale postupně se zlepšoval. V roce 1994 došlo k osamostatnění oddílu a k založení občanského sdružení FC Spartak PSJ Jihlava. V roce 1995 se spojil se svým rivalem, SK Jihlava, do FC Spartak PSJ Motorpal Jihlava. Ovšem ani tento název nevydržel dlouho a v roce 1997 se přejmenovalo na FC PSJ Jihlava. Zlepšené výsledky vyvrcholili v sezoně 1999/2000, kdy tým skončil v lize na 2. místě a po odstoupení NH Ostrava slavil postup do 2. ligy.
V březnu 2000, se vstupem jihlavského zastupitelstva do klubu, došlo k zatím poslední změně názvu týmu. Ten tak od té doby nese název FC Vysočina Jihlava, a.s. V té době byli dalšími akcionáři PSJ a Pivovar Jihlava, na konci roku 2008 do klubu vstoupila společnost Limar Capital B.V. Od začátku svého pobytu ve 2. lize se držel v horních částech tabulky. V sezoně 2003/2004 klub překvapivě postoupil do semifinále Poháru ČMFS, když vyřadila SK Slavii Praha, FC Viktorii Plzeň, FK Teplice a v semifinále prohrála s FC Baník Ostrava. Nejúspěšnější ovšem byla sezona 2004/2005, kdy tým vedený Karlem Večeřou skončil v lize na 2. místě a vybojoval tak postup do Gambrinus ligy. Tady bojovala o záchranu do posledního kola, ovšem nakonec se zachránila FC Viktoria Plzeň, kterou tehdy vedl bývalý sparťanský trenér František Straka.
Následující opět druholigový ročník 2006/07 byl ve znamení neúspěšného pokusu o návrat mezi českou elitu. Po třech vypjatých sezónách nutně muselo přijít vydechnutí, ekonomická stabilizace a především přestavba prvního týmu. Prvoligové ambice Vysočina oživila v ročníku 2008/09, kdy po výborné podzimním umístění opět ideálně nezvládla jarní část a v konečném účtování II. ligy skončila těsně pod postupovou čárou na 3. příčce. Role klubu těsně před branami Jihlavě zůstala i v ročnících 2009/10 (4. místo) a 2010/11 (3. místo). Úsilí klubu o vytoužený návrat mezi českou elitu však trpělivě pokračovalo a vyvrcholilo v ročníku 2011/12. Tým trenéra Romana Pivarníka si kolo před koncem soutěže zajistil postup do Gambrinus ligy.
Mezi českou fotbalovou elitou si jihlavský tým vedl nad očekávání dobře. Na podzim 2012 tým trenéra Františka Komňackého zaskočil mnohé favority a bavil ofenzivním fotbalem. Jarní část přinesla určitý pokles výkonnosti, ovšem tým dokázal získat konečné 10. místo tabulky a tím pro Kraj Vysočina vůbec poprvé v jeho historii zajistil záchranu nejvyšší fotbalové soutěže. Ročník po odeznění postupové euforie bývá vždy těžší, což z pohledu FC Vysočina potvrdil podzim 2013. Příchod kouče Petra Rady však přinesl výrazný herní a výsledkový obrat, který na jaře jihlavskému týmu vynesl nejlepší historické umístění (8. místo) a nejvyšší bodový zisk (37 bodů). Sezóna 2014/15 byla opět ve znamení nevyrovnaných výkonů, ovšem nástupem trenérů Romana Kučery a později Luďka Klusáčka nastalo zlepšení, které nakonec vyústilo v bezproblémovou záchranu a konečné 10. místo v nejvyšší soutěži, která poprvé nesla název SYNOT liga. O rok později v ePojisteni.cz lize končí FC Vysočina Jihlava těsně před Hradcem Králové na končí 14. místě. V sezoně 2017/2018 končí tým po zápase s MFK Karviná který skončil 0:2 na 15. místě před týmem FC Zbrojovka Brno a to znamenalo že tým sestupuje do 2. nejvyšší soutěže.
Hned rok po sestupu z nejvyšší soutěže si Vysočina druhým místem v ročníku 2018/19 druhé ligy zajistila účast v baráži o první ligu. Jejím soupeřem byl MFK Karviná. Zápasy skončily 1:2 a 1:1 z jihlavského pohledu, takže Karviná ligovou příslušnost udržela. Po dvojzápase byl ale ze strany Jihlavy vznesen požadavek na opakování z důvodů hrubých chyb rozhodčích v obou zápasech.

## Historické názvy
Zdroj:
- 1948 – Sportovní kroužek PAL Jihlava
- 1956 – TJ Spartak Jihlava (Tělovýchovná jednota Spartak Jihlava)
- 1994 – FC Spartak PSJ Jihlava (Football Club Spartak PSJ Jihlava)
- 1995 – fúze s SK Jihlava ⇒ FC Spartak PSJ Motorpal Jihlava (Football Club Spartak PSJ Motorpal Jihlava)
- 1997 – FC PSJ Jihlava (Football Club PSJ Jihlava)
- 2000 – FC Vysočina Jihlava, a.s. (Football Club Vysočina Jihlava, akciová společnost)

## Úspěchy

### Úspěchy mužů
| Menší úspěchy |
| - Tipsport liga (1× vítěz) - – FC Vysočina Jihlava: 2012                                                                                   |
| ● Fortuna:Národní Liga (3× 2. místo) ○ - FC Vysočina Jihlava 2018/2019 ○ - FC Vysočina Jihlava 2011/2012 ○ - FC Vysočina Jihlava 2004/2005 |

## Soupiska
| #  | Pozice | Hráč                |
| -- | ------ | ------------------- |
| 4  | O      | Dominik Farka       |
| 5  | O      | Martin Sládek       |
| 6  | O      | David Štětka        |
| 7  | Z      | Tomáš Franěk        |
| 8  | Z      | Daniel Bouchner     |
| 9  | Z      | Tyrese Omotoye      |
| 10 | Z      | Jakub Vlček         |
| 11 | Z      | Radek Křivánek      |
| 12 | O      | Vít Beneš           |
| 13 | B      | Matyáš Trešl        |
| 14 | O      | Aleš Kočí           |
| 15 | O      | Youssoupha Mbodji   |
| 17 | Z      | Khalid Baba Labaran |
| 18 | Ú      | Michal Smutný       |
| 19 | O      | Jan Haala           |
| 20 | Z      | Jakub Lopatář       |

| #  | Pozice | Hráč                   |
| -- | ------ | ---------------------- |
| 21 | O      | Michal Hošek           |
| 22 | Z      | Matúš Lacko            |
| 24 | Z      | Miroslav Křehlík       |
| 25 | O      | David Matoušek         |
| 27 | O      | Adrián Čermák          |
| 29 | Z      | Adam Pešek             |
| 30 | Ú      | Michal Záhradník       |
| 31 | B      | Filip Slavata          |
| 32 | B      | Pavel Soukup           |
| 34 | O      | Maximilien Boussou     |
| 36 | O      | Filip Veselý           |
| 39 | Z      | Patrik Stoček          |
| 40 | O      | Ibrahim Alkasim        |
| 70 | Z      | Marvis Amadin Ogiomade |
| 77 | Z      | Matyáš Miška           |
| 99 | O      | Emir Tonbul            |

## Trenéři
| - Miloslav Machálek (2000-2002) - Roman Pivarník (2002-2003) - Jaroslav Netolička (2003-2004) - Karel Večeřa st. (2004-2006) - Milan Bokša (2006-2007) - Luboš Zákostelský (2007) - Karol Marko (2008-2009) - Luboš Urban (2009-2010) - Josef Vrzáček (2010-2011) - Roman Pivarník (2011-2012) | - František Komňancký (2012-2013) - Petr Rada (2013–2014) - Radim Kučera (2014) - Luděk Klusáček (2014-2015) - Milan Bokša (2015-2016) - Michal Hipp (2016) - Michal Bílek (2016-2017) - Josef Jinoch (2017) - Ivan Kopecký (2017) - Martin Svědík (2018) | - Michal Šmarda (2018) - Radim Kučera (2018–2020) - Aleš Křeček (2020–2021) - Jan Kameník (2021–2022) - Ondřej Smetana (2022–2023) - Michal Vávra (2023) - David Oulehla (2023–2024) - Josef Vrzáček (dočasně 2024) - Marek Jarolím (od září 2024) |

## Slavní hráči
- David Lafata
- Marek Zúbek
- Pavel Mareš
- Matěj Vydra
- Michael Rabušic
- Theodor Gebre Selassie
- Milan Kopic
- Jan Kopic
- Ondřej Šourek
- Stanislav Tecl
- Jaromír Blažek
- Jan Kliment
- Lukáš Masopust
- Tijani Belaid
- Václav Koloušek
- Pavel Šulc

## Umístění v jednotlivých sezonách
Stručný přehled
Zdroj:
- 1951–1954: Krajská soutěž – Jihlava
- 1960–1965: Jihomoravský krajský přebor
- 1965–1966: Jihomoravský oblastní přebor
- 1966–1968: I. A třída Jihomoravské oblasti – sk. A
- 1972–1973: I. A třída Jihomoravského kraje – sk. A
- 1973–1975: Jihomoravský krajský přebor
- 1975–1976: I. A třída Jihomoravského kraje – sk. A
- 1976–1983: Jihomoravský krajský přebor
- 1983–1986: Jihomoravský krajský přebor – sk. A
- 1986–1989: Jihomoravský krajský přebor
- 1989–1991: Divize D
- 1991–2000: Moravskoslezská fotbalová liga
- 2000–2005: 2. liga
- 2005–2006: 1. liga
- 2006–2012: 2. liga
- 2012–2018: 1. liga
- 2018– : Fotbalová národní liga

Jednotlivé ročníky
Zdroj:
Legenda: Z - zápasy, V - výhry, R - remízy, P - porážky, VG - vstřelené góly, OG - obdržené góly, +/- - rozdíl skóre, B - body, červené podbarvení - sestup, zelené podbarvení - postup, fialové podbarvení - reorganizace, změna skupiny či soutěže
| Československo (1951 – 1993) |                                         |        |    |    |    |    |    |    |     |    |        |
| Sezóna                       | Liga                                    | Úroveň | Z  | V  | R  | P  | VG | OG | +/- | B  | Pozice |
| 1951                         | Krajská soutěž – Jihlava                | 2      | 17 | 9  | 2  | 6  | 51 | 56 | -5  | 20 | 6.     |
| 1952                         | Krajská soutěž – Jihlava                | 2      | 22 | 14 | 5  | 3  | 75 | 31 | +44 | 33 | 2.     |
| 1953                         | Krajská soutěž – Jihlava                | 3      | 11 | 9  | 0  | 2  | 41 | 14 | +27 | 18 | 2.     |
| 1954                         | Krajská soutěž – Jihlava                | 3      | 18 | 11 | 1  | 6  | 58 | 42 | +16 | 23 | 5.     |
| ...                          |                                         |        |    |    |    |    |    |    |     |    |        |
| 1960/61                      | Jihomoravský krajský přebor             | 3      | 26 | 11 | 6  | 9  | 38 | 29 | +9  | 28 | 7.     |
| 1961/62                      | Jihomoravský krajský přebor             | 3      | 26 | 9  | 3  | 14 | 33 | 43 | -10 | 21 | 11.    |
| 1962/63                      | Jihomoravský krajský přebor             | 3      | 26 | 11 | 7  | 8  | 45 | 39 | +6  | 29 | 7.     |
| 1963/64                      | Jihomoravský krajský přebor             | 3      | 26 | 11 | 3  | 12 | 46 | 46 | 0   | 25 | 6.     |
| 1964/65                      | Jihomoravský krajský přebor             | 3      | 26 | 9  | 6  | 11 | 42 | 44 | -2  | 24 | 8.     |
| 1965/66                      | Jihomoravský oblastní přebor            | 4      | 26 | 3  | 7  | 16 | 29 | 62 | −33 | 13 | 14.    |
| 1966/67                      | I. A třída Jihomoravské oblasti – sk. A | 5      | 26 | 14 | 4  | 8  | 54 | 33 | +21 | 32 | 2.     |
| 1967/68                      | I. A třída Jihomoravské oblasti – sk. A | 5      | 26 | 12 | 3  | 11 | 45 | 48 | −3  | 27 | 5.     |
| ...                          |                                         |        |    |    |    |    |    |    |     |    |        |
| 1972/73                      | I. A třída Jihomoravského kraje – sk. A | 6      | 26 | 16 | 5  | 5  | 66 | 35 | +31 | 37 | 1.     |
| 1973/74                      | Jihomoravský krajský přebor             | 5      | 30 | 19 | 4  | 7  | 68 | 39 | +29 | 42 | 2.     |
| 1974/75                      | Jihomoravský krajský přebor             | 5      | 30 | 5  | 9  | 16 | 29 | 59 | -30 | 19 | 15.    |
| 1975/76                      | I. A třída Jihomoravského kraje – sk. A | 6      | 26 | 17 | 6  | 3  | 59 | 22 | +37 | 40 | 1.     |
| 1976/77                      | Jihomoravský krajský přebor             | 5      | 30 | 9  | 9  | 12 | 43 | 50 | -7  | 27 | 11.    |
| 1977/78                      | Jihomoravský krajský přebor             | 4      | 30 | 12 | 7  | 11 | 44 | 40 | +4  | 31 | 7.     |
| 1978/79                      | Jihomoravský krajský přebor             | 4      | 30 | 14 | 7  | 9  | 44 | 33 | +11 | 35 | 3.     |
| 1979/80                      | Jihomoravský krajský přebor             | 4      | 30 | 12 | 9  | 9  | 49 | 41 | +8  | 33 | 3.     |
| 1980/81                      | Jihomoravský krajský přebor             | 4      | 30 | 12 | 6  | 12 | 54 | 46 | +8  | 30 | 6.     |
| 1981/82                      | Jihomoravský krajský přebor             | 5      | 30 | 8  | 11 | 11 | 41 | 59 | -18 | 27 | 12.    |
| 1982/83                      | Jihomoravský krajský přebor             | 5      | 30 | 11 | 3  | 16 | 44 | 43 | +1  | 25 | 11.    |
| 1983/84                      | Jihomoravský krajský přebor – sk. A     | 5      | 26 | 7  | 8  | 11 | 37 | 37 | 0   | 22 | 9.     |
| 1984/85                      | Jihomoravský krajský přebor – sk. A     | 5      | 26 | 11 | 6  | 9  | 37 | 36 | +1  | 28 | 5.     |
| 1985/86                      | Jihomoravský krajský přebor – sk. A     | 5      | 26 | 17 | 4  | 5  | 61 | 28 | +33 | 38 | 1.     |
| 1986/87                      | Jihomoravský krajský přebor             | 5      | 26 | 8  | 7  | 11 | 46 | 43 | +3  | 23 | 11.    |
| 1987/88                      | Jihomoravský krajský přebor             | 5      | 26 | 12 | 7  | 7  | 42 | 31 | +11 | 31 | 2.     |
| 1988/89                      | Jihomoravský krajský přebor             | 5      | 26 | 18 | 4  | 4  | 61 | 29 | +32 | 40 | 1.     |
| 1989/90                      | Divize D                                | 4      | 30 | 11 | 8  | 11 | 33 | 41 | -8  | 30 | 7.     |
| 1990/91                      | Divize D                                | 4      | 30 | 13 | 5  | 12 | 52 | 40 | +12 | 31 | 5.     |
| 1991/92                      | Moravskoslezská fotbalová liga          | 3      | 30 | 10 | 6  | 14 | 33 | 48 | -15 | 26 | 11.    |
| 1992/93                      | Moravskoslezská fotbalová liga          | 3      | 30 | 9  | 6  | 15 | 43 | 57 | -14 | 24 | 12.    |
| Česko (1993 – )              |                                         |        |    |    |    |    |    |    |     |    |        |
| Sezóna                       | Liga                                    | Úroveň | Z  | V  | R  | P  | VG | OG | +/- | B  | Pozice |
| 1993/94                      | Moravskoslezská fotbalová liga          | 3      | 30 | 12 | 8  | 10 | 49 | 41 | +8  | 32 | 7.     |
| 1994/95                      | Moravskoslezská fotbalová liga          | 3      | 30 | 12 | 6  | 12 | 43 | 36 | +7  | 42 | 7.     |
| 1995/96                      | Moravskoslezská fotbalová liga          | 3      | 28 | 8  | 5  | 15 | 42 | 60 | -18 | 29 | 13.    |
| 1996/97                      | Moravskoslezská fotbalová liga          | 3      | 28 | 9  | 5  | 14 | 29 | 50 | -21 | 32 | 12.    |
| 1997/98                      | Moravskoslezská fotbalová liga          | 3      | 30 | 10 | 8  | 12 | 38 | 44 | -6  | 38 | 12.    |
| 1998/99                      | Moravskoslezská fotbalová liga          | 3      | 30 | 15 | 7  | 8  | 51 | 34 | +17 | 52 | 3.     |
| 1999/00                      | Moravskoslezská fotbalová liga          | 3      | 28 | 16 | 7  | 5  | 48 | 23 | +25 | 55 | 2.     |
| 2000/01                      | 2. liga                                 | 2      | 30 | 13 | 8  | 9  | 38 | 31 | +7  | 47 | 6.     |
| 2001/02                      | 2. liga                                 | 2      | 30 | 12 | 6  | 12 | 47 | 46 | +1  | 42 | 7.     |
| 2002/03                      | 2. liga                                 | 2      | 30 | 13 | 5  | 12 | 43 | 33 | +10 | 43 | 7.     |
| 2003/04                      | 2. liga                                 | 2      | 30 | 12 | 10 | 8  | 40 | 33 | +7  | 46 | 6.     |
| 2004/05                      | 2. liga                                 | 2      | 29 | 13 | 10 | 6  | 47 | 31 | +16 | 48 | 2.     |
| 2005/06                      | Gambrinus liga                          | 1      | 30 | 6  | 11 | 13 | 20 | 36 | -16 | 29 | 15.    |
| 2006/07                      | 2. liga                                 | 2      | 30 | 14 | 9  | 7  | 49 | 26 | +23 | 51 | 5.     |
| 2007/08                      | 2. liga                                 | 2      | 30 | 11 | 10 | 9  | 42 | 35 | +7  | 43 | 7.     |
| 2008/09                      | 2. liga                                 | 2      | 30 | 15 | 6  | 9  | 36 | 27 | +9  | 51 | 3.     |
| 2009/10                      | 2. liga                                 | 2      | 30 | 15 | 7  | 8  | 57 | 37 | +20 | 52 | 4.     |
| 2010/11                      | 2. liga                                 | 2      | 30 | 15 | 8  | 7  | 49 | 29 | +20 | 53 | 3.     |
| 2011/12                      | 2. liga                                 | 2      | 30 | 16 | 7  | 7  | 45 | 29 | +16 | 55 | 2.     |
| 2012/13                      | Gambrinus liga                          | 1      | 30 | 7  | 15 | 8  | 36 | 42 | -6  | 36 | 10.    |
| 2013/14                      | Gambrinus liga                          | 1      | 30 | 10 | 7  | 13 | 45 | 50 | -5  | 37 | 8.     |
| 2014/15                      | Synot liga                              | 1      | 30 | 10 | 6  | 14 | 33 | 38 | -5  | 36 | 10.    |
| 2015/16                      | Synot liga                              | 1      | 30 | 8  | 7  | 15 | 31 | 54 | -23 | 31 | 11.    |
| 2016/17                      | ePojisteni.cz liga                      | 1      | 30 | 6  | 9  | 15 | 26 | 47 | -21 | 27 | 14.    |
| 2017/18                      | HET liga                                | 1      | 30 | 8  | 6  | 16 | 30 | 48 | -18 | 30 | 15.    |
| 2018/19                      | Fotbalová národní liga                  | 2      | 30 | 17 | 7  | 6  | 50 | 33 | +17 | 58 | 2.     |
| 2019/20                      | Fotbalová národní liga                  | 2      | 30 | 14 | 7  | 9  | 59 | 46 | +13 | 49 | 6.     |
| 2020/21                      | Fotbalová národní liga                  | 2      | 26 | 9  | 8  | 9  | 44 | 44 | 0   | 35 | 7.     |
| 2021/22                      | Fotbalová národní liga                  | 2      | 30 | 11 | 9  | 10 | 29 | 34 | -5  | 42 | 7.     |
| 2022/23                      | Fotbalová národní liga                  | 2      | 30 | 9  | 7  | 14 | 37 | 51 | -14 | 34 | 14.    |
| 2023/24                      | Fotbalová národní liga                  | 2      | 30 | 9  | 8  | 13 | 42 | 46 | -4  | 35 | 14.    |
| 2024/25                      | Fotbalová národní liga                  | 2      | 30 | 8  | 13 | 9  | 35 | 39 | -4  | 37 | 10.    |

Poznámky
- 1990/91: Po sezóně došlo k reorganizaci soutěže, prvních 5 nejlepších mužstev postoupilo do nově vzniknuvší MSFL (3. nejvyšší soutěž).
- 2018/19: V této sezóně sehrálo jihlavské mužstvo baráž o 1. ligu s prvoligovou Karvinou. Po celkovém skóre 2:3 (1. zápas – 1:2, 2. zápas – 1:1) klub setrval ve FNL.

## FC Vysočina Jihlava „B“
FC Vysočina Jihlava „B“ je rezervní tým jihlavské Vysočiny, jehož novodobá historie započala fúzí Vysočiny (tehdy Spartak PSJ Jihlava) s SKF Jihlava (bývalá Modeta) v roce 1995, po němž převzal i místo v I. A třídě. Po sezoně 2011/12 se přechodem z Moravskoslezské fotbalové ligy do juniorské ligy vyčlenil z mužských soutěží FAČR. K obnovení rezervního týmu došlo po zrušení této mládežnické ligy v roce 2019 kdy obnovený B tým nastoupil do Divize D, hned v sezóně 2019/2020 tým postoupil z prvního místa do 3. Nejvyšší soutěže MSFL (Moravskoslezská fotbalová liga) kde strávil 2 sezony,  s tím že sezóna 2020/2021 byla nedohrána z důvodu Covid 19. Tým skončil 18., ale ze zmiňovaných duvodu se nesestupovalo. V sezóně 2021/2022 se tým umístil na 17. místě a následoval sestup do Divize D. V sezoně 2022/2023 se umístil „B“ tým se 35 body na sedmém místě. Na konci sezóny 2022/2023 bylo oznámeno z důvodu ušetření financí, zrušení "B" týmu, tudíž do sezóny 2023/2024 již tým nezasáhne.  

### Umístění v jednotlivých sezonách
Stručný přehled
Zdroj:
- 1961–1963: I. třída Jihomoravského kraje – sk. A
- 1963–1964: I. B třída Jihomoravského kraje – sk. A
- 1965–1966: I. B třída Jihomoravské oblasti – sk. A
- 1995–1997: I. A třída Jihomoravské župy – sk. B
- 1997–1998: I. A třída Jihomoravské župy – sk. A
- 1998–2000: I. B třída Jihomoravské župy – sk. A
- 2000–2001: I. A třída Jihomoravské župy – sk. A
- 2001–2002: Jihomoravský župní přebor
- 2002–2005: Divize D
- 2005–2012: Moravskoslezská fotbalová liga
- 2012–2019: bez soutěže
- 2019– 2020: Divize D
- 2020– 2022 : Moravskoslezská fotbalová liga
- 2022–2023 : Divize D

Jednotlivé ročníky
Zdroj:
Legenda: Z - zápasy, V - výhry, R - remízy, P - porážky, VG - vstřelené góly, OG - obdržené góly, +/- - rozdíl skóre, B - body, červené podbarvení - sestup, zelené podbarvení - postup, fialové podbarvení - reorganizace, změna skupiny či soutěže
| Československo (1961 – 1993) |                                             |                                             |                                             |                                             |                                             |                                             |                                             |                                             |                                             |                                             |                                             |                                             |
| Sezóny                       | Liga                                        | Úroveň                                      | Z                                           | V                                           | R                                           | P                                           | VG                                          | OG                                          | +/−                                         | B                                           | Pozice                                      |                                             |
| 1961/62                      | I. třída Jihomoravského kraje – sk. A       | 4                                           | 26                                          | 9                                           | 4                                           | 13                                          | 45                                          | 69                                          | −24                                         | 22                                          | 9.                                          |                                             |
| 1962/63                      | I. třída Jihomoravského kraje – sk. A       | 4                                           | 26                                          | 8                                           | 1                                           | 17                                          | 28                                          | 70                                          | −42                                         | 17                                          | 12.                                         |                                             |
| 1963/64                      | I. B třída Jihomoravského kraje – sk. A     | 5                                           | 21                                          | 10                                          | 1                                           | 10                                          | 37                                          | 30                                          | +7                                          | 21                                          | 6.                                          |                                             |
| ...                          |                                             |                                             |                                             |                                             |                                             |                                             |                                             |                                             |                                             |                                             |                                             |                                             |
| 1965/66                      | I. B třída Jihomoravské oblasti – sk. A     | 6                                           | 22                                          | ...                                         | ...                                         | ...                                         | ...                                         | ...                                         | ...                                         |                                             |                                             |                                             |
| ...                          |                                             |                                             |                                             |                                             |                                             |                                             |                                             |                                             |                                             |                                             |                                             |                                             |
| Česko (1995 – 2012)          |                                             |                                             |                                             |                                             |                                             |                                             |                                             |                                             |                                             |                                             |                                             |                                             |
| Sezóny                       | Liga                                        | Úroveň                                      | Z                                           | V                                           | R                                           | P                                           | VG                                          | OG                                          | +/−                                         | B                                           | Pozice                                      |                                             |
| 1995/96                      | I. A třída Jihomoravské župy – sk. B        | 6                                           | 26                                          | 10                                          | 3                                           | 13                                          | 35                                          | 44                                          | −9                                          | 33                                          | 7.                                          |                                             |
| 1996/97                      | I. A třída Jihomoravské župy – sk. B        | 6                                           | 26                                          | 9                                           | 6                                           | 11                                          | 33                                          | 37                                          | −4                                          | 33                                          | 9.                                          |                                             |
| 1997/98                      | I. A třída Jihomoravské župy – sk. A        | 6                                           | 26                                          | 7                                           | 6                                           | 13                                          | 33                                          | 41                                          | −8                                          | 27                                          | 12.                                         |                                             |
| 1998/99                      | I. B třída Jihomoravské župy – sk. A        | 7                                           | 25                                          | 15                                          | 5                                           | 5                                           | 64                                          | 26                                          | +38                                         | 40                                          | 2.                                          |                                             |
| 1999/00                      | I. B třída Jihomoravské župy – sk. A        | 7                                           | 26                                          | ...                                         | ...                                         | ...                                         | ...                                         | ...                                         | ...                                         |                                             | 1.                                          |                                             |
| 2000/01                      | I. A třída Jihomoravské župy – sk. A        | 6                                           | 26                                          | 17                                          | 4                                           | 5                                           | 74                                          | 30                                          | +44                                         | 55                                          | 1.                                          |                                             |
| 2001/02                      | Jihomoravský župní přebor                   | 5                                           | 30                                          | 21                                          | 4                                           | 5                                           | 76                                          | 28                                          | +48                                         | 67                                          | 2.                                          |                                             |
| 2002/03                      | Divize D                                    | 4                                           | 30                                          | 15                                          | 2                                           | 13                                          | 61                                          | 40                                          | +21                                         | 47                                          | 8.                                          |                                             |
| 2003/04                      | Divize D                                    | 4                                           | 30                                          | 15                                          | 6                                           | 9                                           | 57                                          | 41                                          | +16                                         | 51                                          | 3.                                          |                                             |
| 2004/05                      | Divize D                                    | 4                                           | 30                                          | 21                                          | 3                                           | 6                                           | 90                                          | 35                                          | +55                                         | 66                                          | 1.                                          |                                             |
| 2005/06                      | Moravskoslezská fotbalová liga              | 3                                           | 30                                          | 8                                           | 9                                           | 13                                          | 36                                          | 47                                          | −11                                         | 33                                          | 13.                                         |                                             |
| 2006/07                      | Moravskoslezská fotbalová liga              | 3                                           | 30                                          | 11                                          | 7                                           | 12                                          | 38                                          | 38                                          | 0                                           | 40                                          | 9.                                          |                                             |
| 2007/08                      | Moravskoslezská fotbalová liga              | 3                                           | 30                                          | 12                                          | 2                                           | 16                                          | 44                                          | 54                                          | −10                                         | 38                                          | 9.                                          |                                             |
| 2008/09                      | Moravskoslezská fotbalová liga              | 3                                           | 30                                          | 10                                          | 6                                           | 14                                          | 30                                          | 48                                          | −18                                         | 36                                          | 12.                                         |                                             |
| 2009/10                      | Moravskoslezská fotbalová liga              | 3                                           | 28                                          | 8                                           | 9                                           | 11                                          | 37                                          | 39                                          | −2                                          | 33                                          | 11.                                         |                                             |
| 2010/11                      | Moravskoslezská fotbalová liga              | 3                                           | 28                                          | 9                                           | 9                                           | 10                                          | 40                                          | 46                                          | −6                                          | 36                                          | 9.                                          |                                             |
| 2011/12                      | Moravskoslezská fotbalová liga              | 3                                           | 30                                          | 9                                           | 9                                           | 12                                          | 46                                          | 48                                          | −2                                          | 36                                          | 12.                                         |                                             |
| 2012–2019                    | B-mužstvo nebylo přihlášeno v žádné soutěži | B-mužstvo nebylo přihlášeno v žádné soutěži | B-mužstvo nebylo přihlášeno v žádné soutěži | B-mužstvo nebylo přihlášeno v žádné soutěži | B-mužstvo nebylo přihlášeno v žádné soutěži | B-mužstvo nebylo přihlášeno v žádné soutěži | B-mužstvo nebylo přihlášeno v žádné soutěži | B-mužstvo nebylo přihlášeno v žádné soutěži | B-mužstvo nebylo přihlášeno v žádné soutěži | B-mužstvo nebylo přihlášeno v žádné soutěži | B-mužstvo nebylo přihlášeno v žádné soutěži | B-mužstvo nebylo přihlášeno v žádné soutěži |
| ** 2019/20                   | Divize D                                    | 4                                           | 13                                          | 12                                          | 1                                           | 0                                           | 46                                          | 12                                          | +34                                         | 37                                          | 1.                                          |                                             |
| ** 2020/21                   | Moravskoslezská fotbalová liga              | 3                                           | 11                                          | 1                                           | 0                                           | 10                                          | 11                                          | 30                                          | -19                                         | 3                                           | 18.                                         |                                             |
| 2021/22                      | Moravskoslezská fotbalová liga              | 3                                           | 32                                          | 3                                           | 4                                           | 25                                          | 29                                          | 87                                          | -58                                         | 13                                          | 17.                                         |                                             |
| 2022/23                      | Divize D                                    | 4                                           | 26                                          | 9                                           | 8                                           | 9                                           | 42                                          | 39                                          | +3                                          | 35                                          | 7.                                          |                                             |

Poznámky:
- 1963/64: Chybí výsledek utkání 22. kola na hřišti TJ Sokol Oblekovice.[22]

**= sezona předčasně ukončena z důvodu pandemie covidu-19.

### Hráčské statistiky
- Hráčské statistiky sezony 2011/12
- Hráčské statistiky sezony 2012/13
- Hráčské statistiky sezony 2013/14
- Hráčské statistiky sezony 2014/15